# Spirbergstjärnen
Spirbergstjärnen är en sjö i Åsele kommun i Lappland och ingår i Ångermanälvens huvudavrinningsområde. Sjön har en area på 0,0832 kvadratkilometer och ligger 502,1 meter över havet.

## Delavrinningsområde
Spirbergstjärnen ingår i det delavrinningsområde (712292-156463) som SMHI kallar för Utloppet av Fäbodsjön. Medelhöjden är 410 meter över havet och ytan är 4,4 kvadratkilometer. Det finns ett avrinningsområde uppströms, och räknas det in blir den ackumulerade arean 15,9 kvadratkilometer. Märrabäcken som avvattnar avrinningsområdet har biflödesordning 3, vilket innebär att vattnet flödar genom totalt 3 vattendrag innan det når havet efter 204 kilometer. Avrinningsområdet består mestadels av skog (78 procent). Avrinningsområdet har 0,61 kvadratkilometer vattenytor vilket ger det en sjöprocent på 13,9 procent.